# 魯達 (佐洛喬夫區)
49°44′45″N 25°2′24″E / 49.74583°N 25.04000°E
魯達（烏克蘭語：Руда），是烏克蘭西部的村莊，隸屬利維夫州的佐洛奇夫區。該村面積0.35平方公里，海拔高度386米，2001年人口38，人口密度每平方公里109.51人。